# Dadarus Merah Putih
Die Dadarus Merah Putih oder Dadurus Merah Putih (DMP, deutsch Rot Weiß Tornado) war eine der pro-indonesischen Milizen, die während der Operation Donner 1999 im besetzten Osttimor die Bevölkerung im Umfeld des Unabhängigkeitsreferendums terrorisierten. Ihr Hauptquartier lag in Ritabou (Distrikt Bobonaro), woher ihr Führer Natalino Monteiro stammt. José da Silva Tavares war Chef der DMP in der Distriktshauptstadt Maliana. Dessen Vater João da Costa Tavares war Chef aller sieben Milizen im Distrikt Bobonaro.

## Geschichte
Am 8. April 1999 nahm die DMP an einer Machtdemonstration in Maliana teil. Erstmals marschierten die sogenannten Wanra in Osttimor auf. Bis zum 12. April  kam es zu mehreren Angriffen auf Unabhängigkeitsbefürworter durch die Milizen. Es kam zu Folterungen von Gefangenen und es gab auch Tote.
Am 29. Juni 1999 griffen Mitglieder der DMP das Büro der UNAMET in Lahomea an. Mehrere Menschen wurden verletzt. Am 2. September 1999 wurden die zwei einheimischen UNAMET-Mitarbeiter Ruben B. Soares und Domingos Pereira in Raifun von zwei indonesischen Offizieren und der DMP ermordet. Von den zehn als Täter identifizierten Personen wurde nur eine verhaftet und vor Gericht gestellt. Die anderen neun waren vermutlich nach Westtimor geflohen.  Am 27. August wurden Dorfbewohner von Memo von der DMP und der Miliz Halilintar in Gegenwart der indonesischen Polizei und des Militärs (TNI) zu einer Pro-Autonomie-Kundgebung gezwungen. Als sie sich weigerten, wurden die Zivilisten Raul dos Santos, Felis Laku und Jaime erschossen und 22 Häuser niedergebrannt.
Am 4. September 1999 begannen Milizionäre der Halilintar und Dadarus Merah Putih, unterstützt vom indonesischen Militär, mit der Zerstörung der Distriktshauptstadt Maliana. Am 8. September wurden zahlreiche Unabhängigkeitsbefürworter in der Polizeistation von Maliana ermordet. 80 % der Stadt wurden zerstört. Insgesamt wurden im Subdistrikt Maliana zwischen dem 2. und dem 29. September 71 Menschen ermordet.

## Strafverfolgung
Milizenchef Natalino Monteiro wurde am 10. Juli 2003 in Abwesenheit in Dili wegen Verbrechen gegen die Menschlichkeit im Zusammenhang mit dem Massaker in der Polizeistation in Maliana für schuldig befunden.
Der DMP-Milizionär João Fernandes aus Atudara wurde 2001 in Dili für den Mord an Domingos Gonçalves Pereira in der Polizeistation von Maliana vor die Special Panels for Serious Crimes (SPSC) gestellt. Fernandes wurde zu 12 Jahren Gefängnis verurteilt.
Manuel Gonsalves Leto Bere, Kommandant einer DMP-Einheit, erhielt am 15. Mai 2001 15 Jahre Haft für den Mord an João Gonsalves, einem Anhänger der FALINTIL, am Ufer des Flusses Nunura, nahe Maliana, Ende September 1999. Leto Bere war dem indonesischen Sergeanten Manuel Lopez unterstellt, einem DMP-Kommandanten im Suco Lahomea.
Der DMP-Kommandant Victor Lopes wurde im Juli 2001 von der UNTAET unter Arrest gestellt. Grund war seine Beteiligung am Massaker in der Polizeistation in Maliana.
Martinho Mau Buti, DMP-Kommandant, hatte Almeida, einen 26-jährigen Bewohner von Ritabou, zusammen mit anderen Milizionären und Soldaten am 22. April 1999 gefangen genommen und gefoltert. Er wird daher wegen Verbrechen gegen die Menschlichkeit gesucht.
João Gomblo, António Metan und Marito waren alle DMP-Mitglieder. Sie gelten als Beteiligte am Massaker in der Polizeistation in Maliana und an anderen Verbrechen. Die mutmaßlichen DMP-Milizionäre Marcus, Luís Metan Frans, Agusto dos Santos Martins, João dos Santos, Julião, Paulus, Domingos, Adriano, Afonso, Ejebio de Jesus, Alberto, Batista und Inacio Metan werden beschuldigt Dorfbewohner eingeschüchtert und Häuser in Ritabou, Holsa und Lahomea angezündet zu haben.